# XXL (film 1997)
XXL è un film del 1997 diretto da Ariel Zeitoun.